# Glenopteris herbidalis
Glenopteris herbidalis är en fjärilsart som beskrevs av Achille Guenée 1854. Glenopteris herbidalis ingår i släktet Glenopteris och familjen nattflyn. Inga underarter finns listade i Catalogue of Life.